# Tungvikt i boxning vid olympiska sommarspelen 1972
Resultat från boxning vid olympiska sommarspelen 1972 och herrarnas tungvikt. Boxarna vägde över 81 kg. Tävlingarna arrangerades i München.

## Medaljörer
| Klass    | Guld                     | Silver               | Brons                        |
| Tungvikt | Teófilo Stevenson · Kuba | Ion Alexe · Rumänien | Peter Hussing · Västtyskland |
| Tungvikt | Teófilo Stevenson · Kuba | Ion Alexe · Rumänien | Hasse Thomsén · Sverige      |

## Resultat

### Första rundan
| Vinnare                 | Resultat      | Förlorare                |
| Första rundan           | Första rundan | Första rundan            |
| ----------------------- | ------------- | ------------------------ |
| Teófilo Stevenson (CUB) | TKO-1         | Ludwik Denderys (POL)    |
| Duane Bobick (USA)      | 5-0           | Juri Nesterov (URS)      |
| Ion Alexe (ROU)         | 5-0           | Jozsef Reder (HUN)       |
| Jürgen Fanghänel (GDR)  | KO-1          | Atanas Suvandzhiev (BUL) |
| Carroll Morgan (CAN)    | 3-2           | Fatai Ayinla (NGR)       |
| Hasse Thomsén (SWE)     | 4-1           | Jean Bassomben (CMR)     |

### Kvartsfinaler
| Vinnare                 | Resultat      | Förlorare              |
| Kvartsfinaler           | Kvartsfinaler | Kvartsfinaler          |
| ----------------------- | ------------- | ---------------------- |
| Peter Hussing (FRG)     | KO-1          | Oscar Ludeña (PER)     |
| Teófilo Stevenson (CUB) | TKO-3         | Duane Bobick (USA)     |
| Ion Alexe (ROU)         | 5-0           | Jürgen Fanghänel (GDR) |
| Hasse Thomsén (SWE)     | KO-3          | Carroll Morgan (CAN)   |

### Semifinaler
| Vinnare                 | Resultat    | Förlorare           |
| Semifinaler             | Semifinaler | Semifinaler         |
| ----------------------- | ----------- | ------------------- |
| Teófilo Stevenson (CUB) | TKO-2       | Peter Hussing (FRG) |
| Ion Alexe (ROU)         | 5-0         | Hasse Thomsén (SWE) |

### Final
| Vinnare                 | Resultat | Förlorare       |
| Final                   | Final    | Final           |
| ----------------------- | -------- | --------------- |
| Teófilo Stevenson (CUB) | WO       | Ion Alexe (ROU) |